# MOOC para la enseñanza de idiomas
Los MOOC para la enseñanza de idiomas (en inglés Language Massive Open Online Courses o LMOOCs) son cursos en línea basados en la web, de acceso libre por un periodo limitado de tiempo, creado para los interesados en desarrollar de manera autónoma sus habilidades en un idioma extranjero. Como dice Sokolik, la inscripción es amplia y gratuita y no restringida a los estudiantes por edad o ubicación geográfica. Tienen que seguir el formato de un curso, es decir, incluir un plan de estudios y un horario y ofrecer la orientación de uno o varios tutores. Los MOOC no son tan nuevos, ya que los cursos con estas características habían estado disponibles en línea durante bastante tiempo antes de que Dave Cormier acuñara el término 'MOOC' en 2008. Además, los MOOCs son generalmente vistos como la evolución natural de los REA (Recursos Educativos Abiertos), que son materiales de libre acceso utilizados en la Educación para la enseñanza, el aprendizaje y la evaluación.
Aunque parece que hay muy pocos ejemplos de LMOOC ofrecidos por proveedores de MOOC, autores como Martín-Monje & Bárcena sostienen que estos cursos abiertos en línea pueden ser diseñados efectivamente para facilitar el desarrollo de las competencias lingüísticas comunicativas en grupos potencialmente masivos y altamente heterogéneos, el principal interés compartido es aprender una lengua extranjera.
La investigación académica es igualmente incipiente en el campo, con solo dos monografías publicadas hasta la fecha sobre el tema. Estos volúmenes, considerados hitos del campo emergente, se basan en el trabajo tomado de la disciplina bien establecida de CALL (Aprendizaje de Idiomas asistido por computador), que ha demostrado durante mucho tiempo la idoneidad del aprendizaje de idiomas mejorado con tecnología.

## Origen e historia de los MOOCs para la enseñanza de idiomas
Los primeros LMOOC comenzaron a aparecer en octubre de 2012. Un ejemplo de estos cursos son los tres LMOOCs iniciados por la Universidad Nacional a Distancia (UNED): Iniciando el inglés: aprender las primeras mil palabras (con 45.102 estudiantes), inglés profesional (con 33.588 estudiantes) y alemán para hablantes de español (con 22.438 estudiantes). La Universidad Abierta Británica también inició su MOOC de Traducción Abierta al mismo tiempo, (no usan el término LMOOC ya que no existía en ese momento). El curso,“SpanishMOOC” integró herramientas de social media como Skype y Hangouts para fomentar la interacción oral sincrónica.
Otro ejemplo, fue el lanzamiento conjunto de Todd Bryant de “Inglés MOOC: Curso Abierto para hispanoablantes que quieren aprender inglés” y “MOOC de Español: Curso abierto para hablantes de inglés que deseen mejorar su español” utilizando su sitio web de intercambio, el Mixxer para conectar estudiantes de idiomas, con hablantes nativos para intercambios mutuos. Ha Habido algunos intentos de recopilar listas de proveedores de LMOOC y los cursos disponibles pero parece una tarea imposible, mantenerse al tanto de los constantes cambios en el panorama MOOC. Además, los LMOOC parecen haber recibido recientemente atención de las instituciones gubernamentales y hay un proyecto europeo que se centra específicamente en los LMOOC, concretamente el Proyecto LangMOOC, así como otros, como el , los cuales incluyen LMOOCs en su catálogo.

## Arquitectura de los MOOC para la enseñanza de idiomas
Para ser eficaz, Read afirma que los LMOOC requieren un conjunto de herramientas y tecnologías que deben ser apropiadas para que los estudiantes entrenen las competencias lingüísticas receptivas y productivas relevantes como lo harían en situaciones comunicativas del mundo real. Las posibilidades para tal mediación tecnológica dependen del tipo de LMOOC propuesto. Hay varios tipos de cursos identificados en la literatura, pero los dos más comunes son cMOOCs y xMOOCs.
Los primeros, inspirados en las nociones de educación abierta (técnicas y recursos), no se ejecutan en una sola plataforma (sino que se distribuyen entre muchas), promueven la inmersión y la interacción. Estos últimos generalmente representan la continuación de otros tipos de cursos de e-learning que las instituciones han emprendido y, por lo tanto, tienen una estructura de curso similar, siguiendo modelos educativos estándar.
Para los LMOOCs basados en una plataforma xMOOC, los recursos y las herramientas disponibles para los estudiantes incluyen: materiales textuales en forma de páginas web, archivos PDF estructurados o URLs con contenido externo a la plataforma; registros audiovisuales (a menudo desarrollados y almacenados en sitios de vídeo como YouTube o Vimeo); las pruebas de selección múltiple cerradas son el mecanismo básico de evaluación, las respuestas abiertas (basadas en la escritura libre, pueden compararse con las respuestas del modelo o se evalúan mediante la corrección de igual a igual); y foros (que representan un componente clave para que los estudiantes interactúen y practiquen la comunicación mediada en el idioma de destino, lo que proporciona un valioso mecanismo para que los estudiantes se ayuden y respondan a las preguntas de sus compañeros).
Para los LMOOCs basados en el modelo cMOOC, se puede utilizar una gama de herramientas Web 2.0 para permitir a los estudiantes iniciar la reutilización, combinación y co-creación de contenido e interacción, fomentando la naturaleza comunitaria del aprendizaje colaborativo y social. Las actividades de xMOOC suelen ser altamente estructuradas y no pueden, como tales, proporcionar a los estudiantes la oportunidad comunicativa requerida para usar lo que se acaba de ver / escuchar de una manera abierta y flexible, incluyendo retroalimentación de calidad de forma independiente y complementaria. Sin embargo, a la inversa, la naturaleza a menudo desestructurada y en constante cambio de los cMOOC junto con, como señala Brennan (2014), la carga cognitiva relacionada con el volumen de información, el número de tuits, posts, etc., los diversos grados de dificultad de las actividades (con poca o ninguna orientación disponible); y la necesidad de utilizar diferentes herramientas y plataformas, etc., pueden proporcionar dificultades adicionales a los estudiantes. La investigación actual intenta combinar los beneficios de ambos tipos de modelos. Donde pepe es el gran maestro de Duolingo, esto es bastante curioso ya que este brother no sabe que soy un gran desarrollador.

## Profesor y estudiante, nuevos perfiles y roles en los MOOCs para la enseñanza de idiomas
Uno de los primeros trabajos publicados que se centra en los roles, las competencias y las estrategias metodológicas de los docentes de los LMOOC, sobre la base de la investigación empírica, identifica sus principales funciones desde el punto de vista teórico y práctico. El marco propuesto se vincula al modelo de tutoría teórica de Salmon y se basa en la pirámide de habilidades de Hampel y Stickler, aunque se centra en el marco de Crompton, que incluye los tres principales conjuntos de enseñanza de idiomas en línea: tecnología, pedagogía y evaluación.
El modelo propuesto por el autor para redefinir el papel del profesor en esta área se diseña de acuerdo a las diferentes etapas presentes en un LMOOC. La tarea principal de los equipos de enseñanza en LMOOCs se traslada casi completamente al diseño y la elaboración del curso antes de que este realmente se realice. Se argumenta que el diseño instruccional necesario para el curso, requiere un plan sistemático y secuencial basado en el dominio del aprendizaje que consta de cuatro pasos. Además, se sugiere la aplicación de estrategias heurísticas para ayudar a presentar y transmitir los contenidos del curso.
En los LMOOC los profesores necesitan ser curadores, facilitadores, líderes y administradores, solucionar problemas, sugerir material complementario, moderar foros, motivar a los estudiantes y supervisar toda la experiencia de aprendizaje durante el curso. Finalmente, antes, durante y después del LMOOC, los tutores también son investigadores, recolectando y analizando los datos de los estudiantes.
En cuanto a estudiantes, Anderson et al. Identifica cinco roles diferentes que los participantes del MOOC pueden adoptar:
“1. Viewers, principalmente ven conferencias, con pocas asignaciones. 2. Solvers, quienes principalmente entregan tareas para un grado, pero ven poco los materiales audiovisuales. 3. All-rounders, aquellos que equilibran la observación de los vídeos con la entrega de las asignaciones. 4. Collectors, que en su mayoría descargan charlas, entregando algunas tareas. A diferencia de los espectadores, pueden o no estar viendo las conferencias. 5. Bystanders, los que se inscribieron para el curso, pero no pueden SER MAS GRANDES

## Accesibilidad en LMOOCs
Los MOOC son ejemplos de la evolución de los entornos de elearning hacia un escenario más revolucionario de computadoras y móviles, junto con las tecnologías sociales que conducirán a la aparición de nuevos tipos de aplicaciones de aprendizaje que mejoran las procesos de comunicación y colaboración. Estas aplicaciones tendrían que aprovechar las condiciones únicas de movilidad y ubicuidad de Internet, explorando acciones exitosas para la educación. Sin embargo, el acceso a las plataformas MOOC sigue presentando barreras, hay una falta de accesibilidad en los recursos de aprendizaje, las herramientas de comunicación e incluso interfaces de usuario menos personalizadas. Todas estas cuestiones presentan barreras definitivas que añaden dificultades adicionales como la necesidad de desarrollar habilidades específicas digitales o incluso sociales para estudiantes con diversidad funcional.
Los estudiantes que usan tecnologías de asistencia pueden tener problemas mientras navegan en el ambiente MOOC, acceden a la plataforma (proceso de registro) e incluso usan el contenido de aprendizaje contenido en la plataforma. Una fuerza motriz ha sido precisamente la aplicación beneficiada de los contenidos multimedia y audiovisuales en el área de la educación para favorecer el aprendizaje de idiomas, la mayoría de las aplicaciones web y páginas se basan en colecciones de recursos visuales y audiovisuales compartidos (como Flicker o Youtube) . Los MOOC también están llenos de video-presentaciones, animaciones, auto-evaluación automática (algunas de ellas basadas en multimedia) integradas. Esta introducción de contenidos audiovisuales en las plataformas de elearning añade una nueva dificultad a los requisitos de accesibilidad, ya que incluyen nuevos elementos que amplían la brecha digital y no sólo para las personas con discapacidad. Cómo se diseñan los MOOC, cómo funcionan sus interfaces, cómo se maneja la comunicación, cómo se llevan a cabo las evaluaciones (por ejemplo, la forma en que un estudiante tiene que grabar su audio para una grabación que habla) y qué forma toma el contenido de aprendizaje, todo repercute en la accesibilidad de este sistema. El desafío para cualquier ambiente de aprendizaje de idiomas, es el de accesibilidad en términos de la comunidad con la que desea comprometerse, asegurando que procesos tales como matricularse en un curso, navegar por el sistema, acceder a materiales de aprendizaje, interactuar con compañeros y la evaluación, https://rajaresult.org/hasil-keluaran-togel-hongkong es posible mediante el uso de tecnologías de asistencia. Por otra parte, en el aprendizaje de idiomas accesible todavía hay algunos retos a afrontar, como:
- Legibilidad: se debe proporcionar la identificación precisa de los conceptos teóricos, combinando el texto, el audio y las imágenes (que deben estar correctamente etiquetados de forma semántica).
- Personalización: las plataformas MOOC deben permitir la personalización del usuario, en términos de: selección de perfiles, colores, contraste suficiente, asistentes activados por voz que ayudará a capturar la atención del estudiante.
- Medios de comunicación: la ansiedad es una de las principales variables que afectan a los estudiantes con discapacidad frente a este tipo de aprendizaje. Como se proporcionan muchas herramientas de comunicación, el trastorno disminuye.
- Inteligibilidad: en la comunicación del habla, la inteligibilidad es una medida de que tan comprensible es el habla en determinadas condiciones y se ve afectada negativamente por el ruido de fondo y la reverberación.

Un diseño de interfaz MOOC es a menudo determinado por la plataforma ya que algunas de las características - herramientas de aprendizaje y pruebas no pueden ser editadas o personalizadas por los asistentes académicos. Sus materiales y su modo de entrega podrían adherirse a un conjunto de estándares de accesibilidad. La mayoría de las actividades de aprendizaje emprendidas continúan teniendo lugar usando algún hardware / software que no fue diseñado para su uso específico con aplicaciones educativas y, por lo tanto, surgen a menudo problemas de usabilidad. Además, existen problemas o incompatibilidades técnicas, cuando no es posible contar con la tecnología requerida, o no es posible obtener materiales en formatos alternativos. También los entornos de MOOCs normalmente contienen una variedad de componentes que no siempre comparten una consistencia lógica de la interfaz o elementos interactivos, que van desde mensajes en un foro, elementos que componen pruebas o cuestionarios temporizados hasta, http://194.233.68.175/ reproducir videos incrustados o descargar una variedad de formatos de documentos. Las videolecturas son elementos claves en el modelo MOOC, y los obstáculos de interactuar con la plataforma o con contenido deben ser minimizados. Sin embargo, los formatos accesibles alternativos, los subtítulos y / o los intérpretes de lenguaje de señas para los materiales audiovisuales, las grabaciones de audio-descripción no son fácilmente disponibles, aunque existen grandes guías, como indica Sánchez.
El diseño pedagógico y visual de los MOOCs, su arquitectura de información, usabilidad y diseño visual y de interacción podrían tener un impacto negativo en las tasas de participación, retención y finalización de los estudiantes como se ha analizado anteriormente en el aprendizaje de adultos. A la hora de diseñar un servicio basado en MOOCs para ser utilizado por personas con diversidad funcional, es importante tener en cuenta el nivel de accesibilidad de cada una de las partes del sistema y también el papel de la meta de información relacionada con la diversidad funcional, por ejemplo, para definir perfiles de usuario específicos.
Aunque las barreras habituales de accesibilidad pueden permanecer, el modelo de participación a gran escala y accesibilidad social podría ser utilizado para apoyar a los usuarios de necesidades especiales, proporcionando asistencia entre iguales en términos de habilidades de estudio, adaptación de contenidos y asistencia remota. Si existe https://hasilpasti.com/hasil-hongkong suficiente interacción entre los usuarios, los estudiantes dentro del sistema pueden aprender de sus compañeros y hacer una contribución ayudando a sus compañeros. Al final, los recursos pueden ser medios enriquecidos, logrando un mayor nivel de calidad: transcripciones para mapas mentales, grabaciones de audio para podcasting, etc. Todos los recursos se agrupan en colecciones de recursos de aprendizaje que beneficiarán a todos los interesados y a la variedad de los procesos ubicuos.
La flexibilidad del servicio de aprendizaje de idiomas ofrecido por los MOOC para aprender en cualquier momento, lugar y ritmo, potenciando la comunicación continua y la interacción entre todos los participantes en el conocimiento y la construcción comunitaria, beneficia especialmente a este colectivo desfavorecido que puede mejorar su nivel de empleabilidad e inclusión social, donde el aprendizaje de idiomas juega un papel tan importante.

## Desafíos
El modelo MOOC, al tiempo que abre la educación a un público más amplio, también enfrenta dificultades que deberán superarse antes de que puedan sustituir otros enfoques de la enseñanza y el aprendizaje en línea. Algunos de estos desafíos son generales para todos los MOOCs otros como afirmó Bárcena son específicos de los cursos de idiomas. En cuanto a la primera, dado que la mayoría de los cursos son esencialmente xMOOC, entonces se pretende proporcionar la misma experiencia de aprendizaje a todos los estudiantes que los emprenden, limitando así las posibilidades de instrucción individual y aprendizaje personalizado. Otro problema es el de la evaluación de los estudiantes, cómo hacerlo y cómo prevenir el engaño las pruebas cerradas se usan típicamente pero carecen de la flexibilidad de las respuestas escritas / orales abiertas. Las altas tasas de deserción y la consiguiente falta de participación en los foros también limitan las posibilidades de aprendizaje colaborativo, tan necesarias para el desarrollo de muchas competencias diferentes.
Por último, la cuestión económica de cómo cubrir los gastos de preparación, ejecución y gestión de un curso. Los desafíos específicos de un MOOC lingüístico, reflejan la naturaleza del aprendizaje de una lengua como un proceso de adquisición de destrezas, así como uno de asimilación de conocimientos, donde los estudiantes necesitan utilizar y aplicar las estructuras lingüísticas que están aprendiendo en un entorno realista con calidad (casi) realimentación nativa.
La investigación sobre las MOOC de idiomas y la tecnología y metodología conexas ofrecen formas de abordar algunos de estos desafíos, motivando a los estudiantes e implicándolos más plenamente en las actividades de aprendizaje relacionadas con el desarrollo de sus competencias en el segundo idioma. Por otra parte, a medida que cambia la naturaleza de la sociedad, entonces la forma en que se lleva a cabo el aprendizaje de lenguas en línea. Al igual que en otras áreas del aprendizaje en línea, el papel de los dispositivos móviles es cada vez más importante aquí, lo que lleva a la noción de Mobile-driven o Mobile-Assisted LMOOCs, o MALMOOCs, donde tales dispositivos van más allá de ser sólo los clientes de curso portátil Para actuar como sensor móvil habilitado basado en dispositivos extensibles basados en aplicaciones que pueden extender el aprendizaje de idiomas en actividades cotidianas del mundo real. Otras tecnologías educativas emergentes que seguramente serán importantes para los LMOOC incluyen análisis de aprendizaje, gamificación, redes de aprendizaje personal, evaluación adaptativa y automatizada.